# Stazione di Tsukaguchi (Hankyū)
La stazione di Tsukaguchi (塚口駅?, Tsukaguchi-eki) è una stazione delle Ferrovie Hankyū situata nella città di Amagasaki nella prefettura di Hyōgo. La stazione ha tre binari e vi fermano tutti i tipi di treni ad eccezione degli Espressi Limitati. Due dei binari sono utilizzati dalla linea Umeda-Kobe, mentre uno, di testa, funge da capolinea per la linea Itami.

## Binari
| 1 | ■ Linea Kobe (Direzione Kobe)  | Per Nishinomiya-kitaguchi・Sannomiya・Shinkaichi |
| 2 | ■ Linea Kobe (Direzione Osaka) | Per Jūsō・Umeda                                  |
| 2 | ■ Linea Itami                  | Per Itami                                        |